# Ruspini
I Ruspini sono una famiglia decurionale del comasco, patrizia di Croglio fin dal 1620 (oggi nel Canton Ticino-Svizzera), un ramo della quale si trasferì in Francia nella regione di Tolosa e un altro passò a Londra.
Lo stemma alzato dai Ruspini è: troncato: nel primo d'oro al lupo rapace al naturale saliente su un monte di 6 cime d'azzurro Nel secondo d'argento al palo scaccato del campo e d'azzurro, accostato da due gigli del secondo. Alla fascia d'oro caricata da un'aquila coronata di nero, sulla troncatura. Cimiero: La figura della Giustizia nascente.

## A Croglio e in provincia di Varese
La famiglia Ruspini era patrizia di Croglio, nella regione del Malcantone tra la provincia di Varese e l'attuale Canton Ticino (Svizzera). Le sue origini derivano dalla frazione di Beride (Croglio), allora comune autonomo, dove sono attestati almeno a partire dagli inizi del XVII secolo.
Nel 1816 Benigno o Remigio Ruspini, di Como, presentò alla Commissione araldica lombarda, una richiesta di riconoscimento di "Anticha Nobiltà" portando a sostegno la sua elezione a soprintendente generale della milizia urbana di Como (1792) e la sua ammissione al consiglio generale della città (1796) e un albero genealogico compilato dal genealogista comasco Fulvio Tridi, secondo il quale la famiglia risultava appartenente al patriziato di Como e ammessa al decurionato a partire dal 1424.
Uno dei figli di Remigio, Carlo Ruspini (Croglio, 21 agosto 1855 - Casale Litta (VA) 18 gennaio 1936) si trasferì nella provincia di Varese ed è sepolto nella cappella di famiglia a Inarzo. Il figlio di questi, Luigi Angelo Ruspini Luino, 1888 - Casale Litta, 1943), fu industriale chimico a Milano e fondò l'omonima azienda, produttrice del "Lievito Ruspini".
Un altro membro della famiglia, Adolfo Ruspini, rilevò tra il 1864 e il 1867 il vasto fondo Cheglio, a Germignaga, presso Luino, dove edificò la "villa Ruspini", in seguito passata alla famiglia Rossignol.
Nel corso del XX secolo i Ruspini di Bregano (VA) si trasferirono in Francia, a Tolosa.

## In provincia di Como
La famiglia Ruspini è attestata inoltre a Torno, presso Como, dove si ricordano tre fratelli patrioti con questo cognome: il tenente Egidio Ruspini (Milano, 12 gennaio 1839), che partecipò alla spedizione dei Mille, il sottotenente nel 3º reggimento Ardoino Erminio Ruspini, che partecipò alla campagna garibaldina del 1867 e Aldo Ruspini.
Alla famiglia Ruspini di Torno appartenne anche Leopoldo Ruspini, che distribuiva gli opuscoli patriottici stampati nella "Tipografia Elvetica" di Capolago del Daelli: scoperto dalla polizia austriaca, fu imprigionato in Como e condannato a morte. La madre Anna Maria, accompagnata dalla figlia cieca Giovanna Ruspini – che conosceva il tedesco per aver vissuto col padre a Vienna – riuscì a presentare una supplica di grazia direttamente all'imperatore Francesco Giuseppe presente in visita a Monza, che la concesse.
Angelo Ruspini, detto il Fratino, nato a Tolosa in Francia fece costruire nel 1894 sopra Torno il "Castel d'Ardona", oggi in rovina.

## In provincia di Bergamo

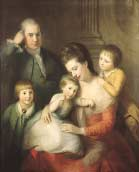
Lo "chevalier Bartholomew Ruspini" con la moglie, lady Ord e i tre figli, quadro attribuito a Nathaniel Horne.

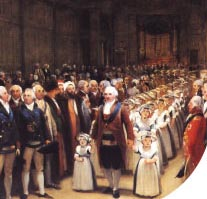
Il quadro di Thomas Stothard che ritrae Bartholomew Ruspini alla testa del corteo delle educande della Royal Masonic Scool

Nel XVII secolo i Ruspini sono attestati anche nella provincia di Bergamo: nella frazione di Grumello de' Zanchi presso Zogno dove si trasferì Michele Ruspini, proveniente dalla avita Croglio nel Canton Ticino, il quale ottiene la cittadinanza zognese dopo 20 anni di residenza, come indicato in un documento del 1764 pubblicato da Mons. Giulio Gabanelli. Andrea (Giovanni Andrea) Ruspini, nato a Bonorè presso Romacolo, Grumello de' Zanchi, Bergamo, il 27 novembre 1707, fu amico e collaboratore di Giacomo Quarenghi, con il quale effettuò un viaggio in Russia
Il figlio Bartolomeo Ruspini, si trasferì in Inghilterra e fu dentista e chirurgo di camera del re Giorgio III.
Giovanni Ruspini (Bergamo 1808 - 1885) fu scienziato chimico e ricercatore. Una via del centro di Bergamo porta oggi il suo nome.

## A Venezia
Bernardo Ruspini si trasferì da Bergamo a Venezia nel 1614, dove costruì delle abitazioni da cui prende il nome l'attuale "calle Raspina" I Ruspini a Venezia vennero ascritti al Patriziato e godettero della cittadinanza originaria, ed avevano tombe nelle chiese di Santa Maria Gloriosa dei Frari e di Sant'Alvise a Cannaregio

## In provincia di Brescia
A Castenedolo sorge il palazzo Ruspini, acquistato dalla famiglia Ruspini Guidetti, con parti edilizie di varie epoche dal Quattrocento all'Ottocento.
Dal portale settecentesco, ad arco ribassato, si accede in un androne cinquecentesco, dove si apre un portico con cinque campate ad arco ribassato e una serie di pilastri bugnati. Le sale al pianterreno, pure cinquecentesche, sono abbellite da un monumentale camino con decorazioni a volute e zampe di leone. Da uno scalone monumentale si accede al piano superiore, con una galleria e una stanza in cui dormì nel 1796 Napoleone. Dal cortile si accede al giardino, sistemato nel Settecento "all'italiana", che ospita una quercia detta "di Napoleone".